# Nésospize du Quest
Nesospiza questi
Espèce
Statut de conservation UICN

 VU D2 : Vulnérable
Le Nésospize du Quest (Nesospiza questi) est une espèce de passereaux appartenant à la famille des Thraupidae. Il est endémique à l'île Nightingale dans l'archipel Tristan da Cunha.
Son nom est attribué à la goélette à vapeur Quest (1917-1962).